# Середземноморські ліси Криту
Середземноморські ліси Криту (ідентифікатор WWF: PA1205) — палеарктичний екорегіон середземноморських лісів та чагарників, розташований на грецькому острові Крит в Східному Середземномор'ї.

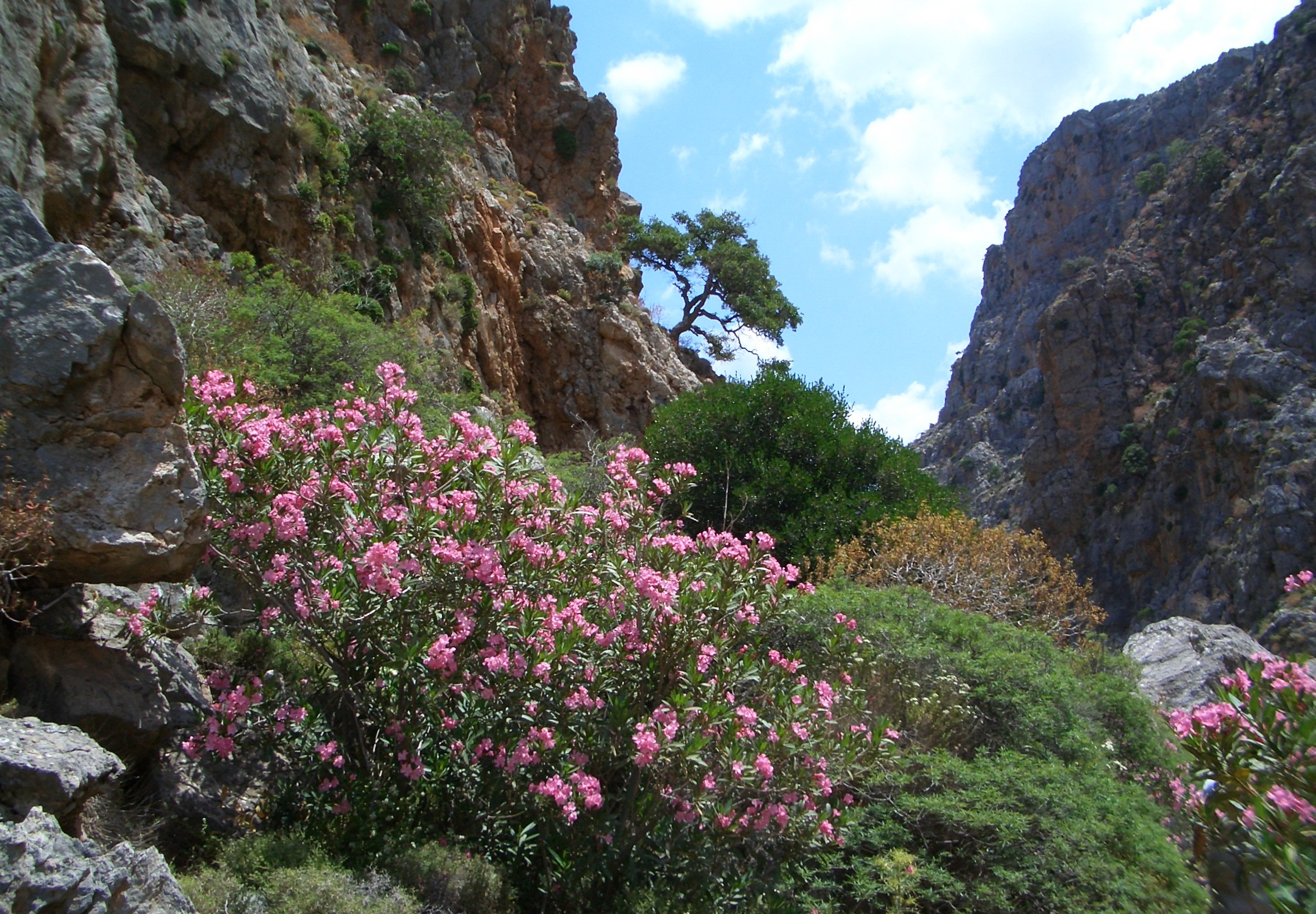
Природний парк Сітія (природний парк)

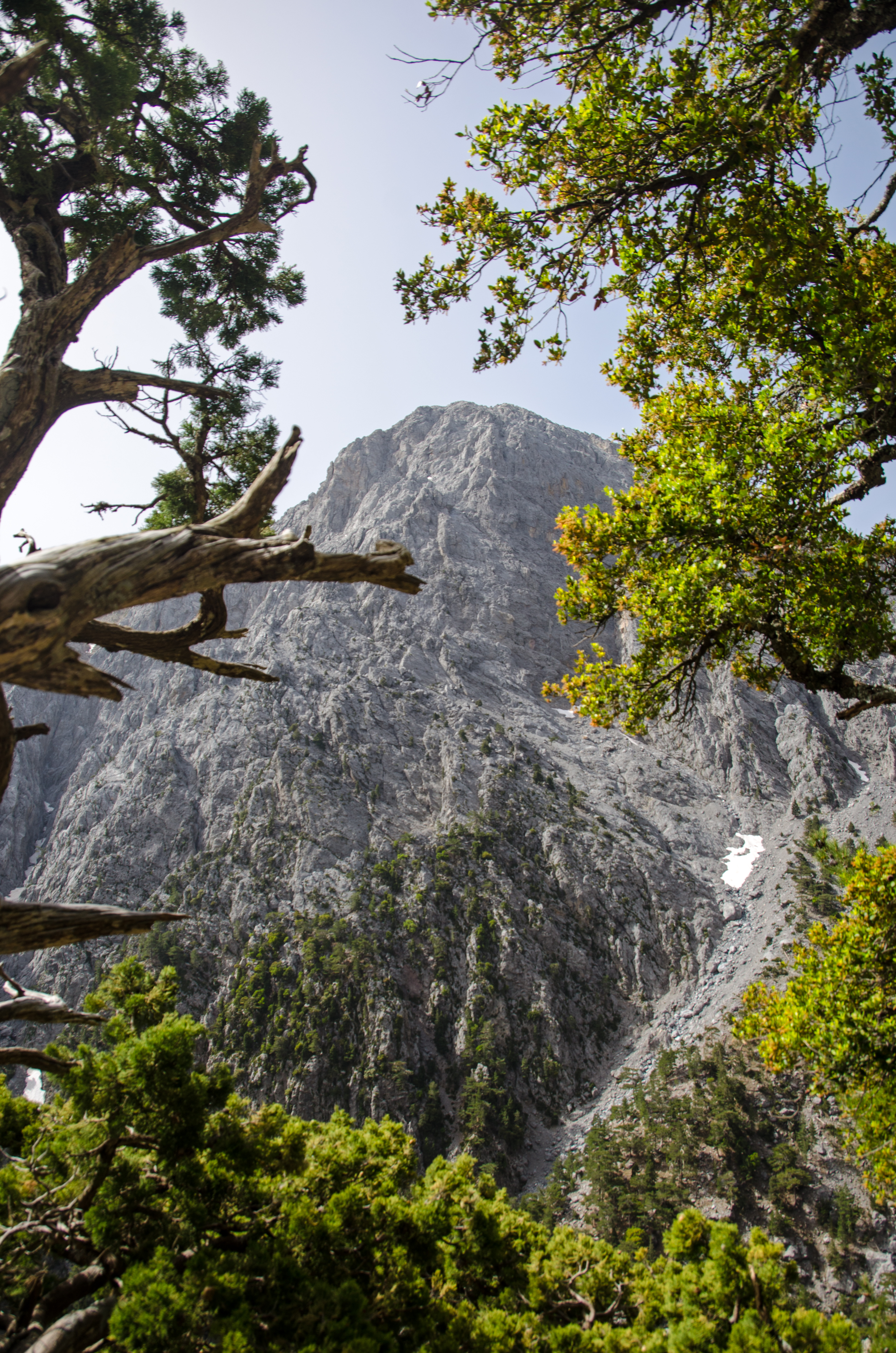
Національний парк Самарія

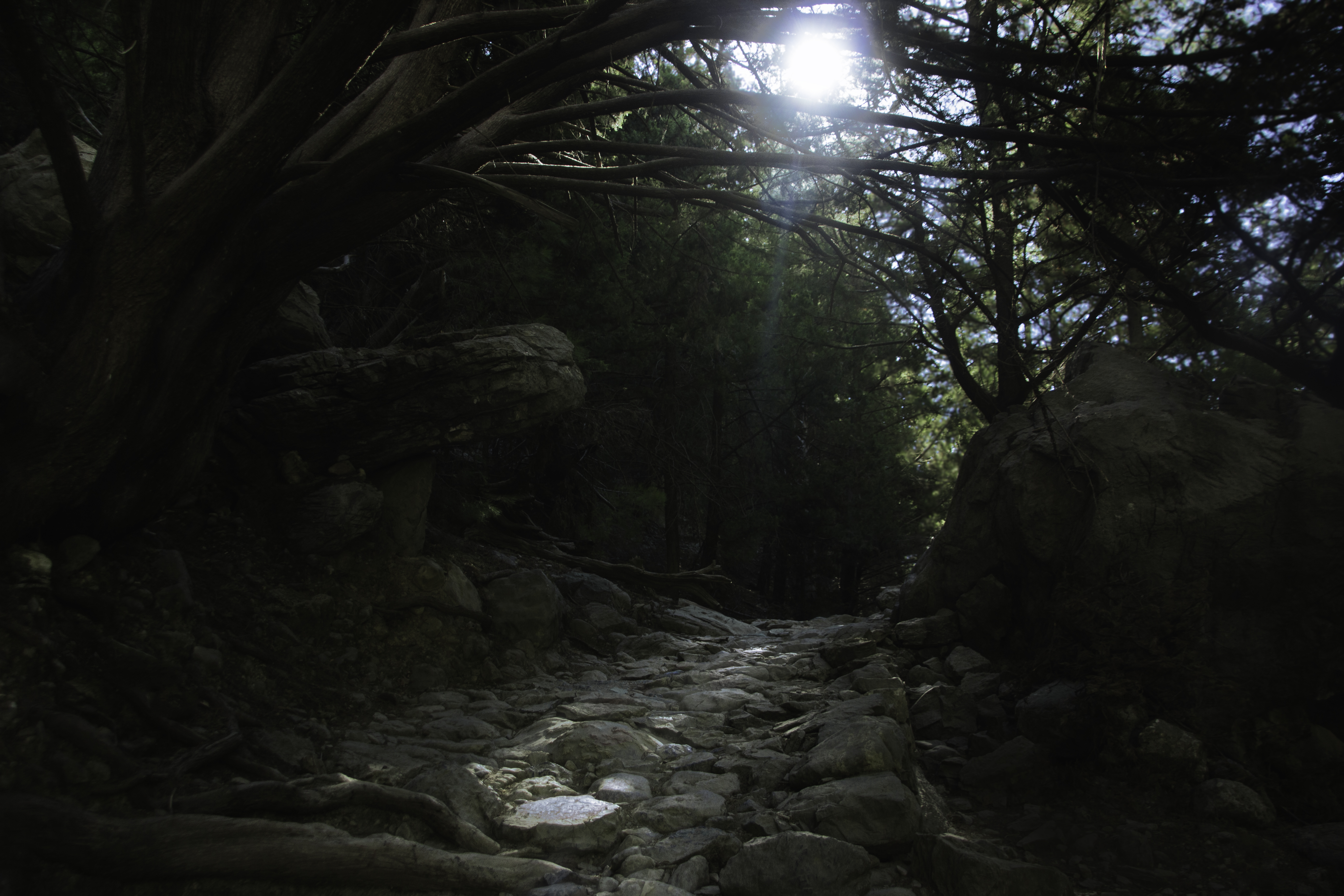
Ліс в Національному парку Самарія

## Географія
Острів Крит розташований в східній частині Середземного моря, приблизно у 160 км на південь від материкової Греції. З півночі його омивають води Егейського моря, з півдня — Лівійського моря. Крит є найбільшим островом Греції та п'ятим за розмірами островом Середземного моря, його площа становить 8 336 км².
Крит простягається зі сходу на захід на довжину 260 км, а його ширина з півночі на південь коливається від 96 до 19 км. Вздовж острова простягається гірський хребет, який складається з трьох основних гірських масивів — Лефка-Орі або Білих гір на заході, найвищою вершиною яких є гора Пахнес висотою 2454 м, гір Псилоретіс у центрі, найвищою вершиною яких є Іда, найвища гора Криту висотою 2456 м, та гір Дікті на сході, найвищою вершиною яких є гора Спафі висотою 2148 м.
З геологічної точки зору Крит є частиною Егейської дуги, яка сформувалася внаслідок зіткнення Африканської та Євразійської літосферних плит 11-15 мільйонів років тому. Принаймні останні 5 млн років Крит був відокремлений морями від Греції та Анатолії. Високі гори Криту піднялися 1,5 мільйона років тому. Вони належать до альпійської орогенної системи, яка характеризується переважанням мезозойських і третинних осадових порід, таких як кристалічні вапняки, мергелі, пісковики і конгломерати. Рельєф дуже складний, для нього є характерним вражаючі карстові форми рельєфу (печери, глибокі каньйони, такі як Самарійська ущелина, лійки та поля).

## Клімат
Кліматично екорегіон характеризується різким висотним градієнтом. На теплих і сухих рівнинах середньорічна температура становить 17-19 °C, середньорічна кількість опадів на південному сході острова становить менше 300 мм. Водночас на холодних і вологих високогір'ях середньорічна температура становить близько 9-13 °C, а середньорічна кількість опадів — 1400 мм.

## Флора
Різноманітність форм рельєфу та ґрунтів острова призвела до формування багатьох рослинних угрупованнь. 
На низьких висотах поширені низькі чагарникові зарості, відомі як фригана, що характеризуються невисокими ароматичними кущами і травами, зокрема колючим саркопотерієм (Sarcopoterium spinosum), конусовидним чебрецем (Thymus capitatus), кущуватим залізняком (Phlomis fruticosa), критським залізняком (Phlomis cretica), акацієвим дроком (Genista acanthoclada), колючим аспалатосом (Calicotome villosa), різними видами чисту (Cistus spp.) та молочаю (Euphorbia spp.). Зустрічаються високі чагарникові зарості маквісу, де переважають ріжкові дерева (Ceratonia siliqua), фінікійські яловці (Juniperus phoenicea) та деревоподібні молочаї (Euphorbia dendroides), а також ліси і рідколісся, де переважають вічнозелені та напівлистопадні породи дубів, зокрема кермесові дуби (Quercus coccifera) та пухнасті дуби (Quercus pubescens). В деяких річкових каньйонах та інших місцевостях, зокрема на пляжі Ваї на сході острова, зустрічаються ліси критських фінікових пальм (Phoenix theophrasti).
На середніх висотах поширені мезофільні рідколісся турецьких сосен (Pinus brutia) та кермесових дубів (Quercus coccifera), а також маквіс і фригана, де зростають такі види, як критський барбарис (Berberis cretica), скельний жостір (Rhamnus saxatilis), гірський мигдаль (Prunus prostrata) та колючий чабер (Satureja spinosa). На високогір'ях ростуть ліси вічнозелених кипарисів (Cupressus sempervirens) та критських кленів (Acer sempervirens). На вершинах найвищих гір, на висоті понад 1600-1800 м над рівнем моря, вище верхньої межі лісу, ростуть колючі подушкоподібні чагарники, серед яких є багато ендемічних видів.
Загалом на Криті зустрічається близько 1600 видів рослин, з яких майже 10 % є ендеміками. Більшість з них є реліктовими видами, переважно поширеними на трьох основних гірських хребтах острова, особливо в Білих горах. Серед найбільш значущих ендемічних видів слід навести дуже рідкісну критську дзелькву (Zelkova abelicea), а також Cephalanthera cucullata, Centaurea baldaccii, Campanula hierapetrae, Bupleurum kakiskalae, Bellevalia brevipedicellata, Astragalus idaeus, Arum purpureospathum, Anchusa cespitosa, Origanum dictamnus, Orchis spitzelii subsp. nitidifolia та .

## Фауна
Екорегіон вирізняється значним фауністичним різноманіттям. Тут зустрічаються два ендемічні види дрібних ссавців, критська білозубка (Crocidura zimmermanni) та критська колюча миша (Acomys minous). В горах Криту та на деяких сусідніх островах мешкає ендемічний підвид звичайного козла, відомий як крі-крі (Capra hircus cretica) та ендемічний підвид кам'яної куниці (Martes foina bunites). Також ендеміком Криту є підвид кавказького борсука (Meles canescens arcalus).
На Криті та прилеглих островах гніздяться 66 видів наземних птахів, зокрема ягнятники (Gypaetus barbatus), білоголові сипи (Gyps fulvus), беркути (Aquila chrysaetos), сапсани (Falco peregrinus), клушиці (Pyrrhocorax pyrrhocorax), кремовогорлі кеклики (Alectoris chukar), євразійські сплюшки (Otus scops), вухаті сови ('Asio otus), болотяні сови (Asio flammeus) та сірі сови (Strix aluco). Кропив'янки Рюпеля (Curruca ruppeli) влітку гніздяться на острові, а взимку мігрують до Північно-Східної Африки. Підвиди звичайної сойки (Garrulus glandarius cretorum) та великої синиці (Parus major niethammeri) є ендеміками Криту. На Криті зустрічаються 3 види амфібій та 12 видів плазунів, однак жоден з них не є ендемічним.

### Вимерла фауна
Тривалий період ізоляції Криту від материка призвів до формування на ньому специфічної фауни. На острові мешкали карликові слони (Palaeoloxodon chaniensis та P. creutzburgi), критські карликові бегемоти (Hippopotamus creutzburgi), критські карликові мамути (Mammuthus creticus) та критські олені (Candiacervus cretensis). Ці види вимерли наприкінці плейстоцену. Вони є яскравими прикладами острівної карликовості. 
Також наприкінці плейстоцену вимерли гігантські нелітаючі критські сичі (Athene cretensis) та великі критські видри (Lutrogale cretensis). Ці види, натомість, є прикладами острівного гігантизму.

## Збереження
Протягом історичного часу площа лісового покриву Криту значно скоротилася. Наразі переважаючими ландшафтами острова є безплідні землі з майже відсутнім ґрунтовим покривом, порослі деградованими чагарниками. У античні та середньовічні часи Крит був важливим центром суднобудування та джерелом деревини, особливо кипарису. На острові спостерігався значний ріст населення та економіки, що призвело до тривалої історії використання та знищення лісових ресурсів. Надмірне випасання худоби та розпалювання пожеж для створення свіжих пасовищ сприяли перетворенню великих площ зрілих лісів на деградовані чагарники. Сьогодні не менше 50 % поверхні острова використовується для випасу овець і кіз.
Оцінка 2017 року показала, що 2 663 км², або 34 % екорегіону, є заповідними територіями. Природоохоронні території включають: гори Лефка-Орі, Псилоретіс та Дікті, а також Національний парк Самарійської ущелини.